# ジョニー・ウィンター・アンド
『ジョニー・ウィンター・アンド』（Johnny Winter and）は、アメリカ合衆国のブルース・ミュージシャン、ジョニー・ウィンター率いるジョニー・ウィンター・アンドが1970年に発表したスタジオ・アルバム。ウィンターのコロムビア・レコード契約後としては3作目のアルバムに当たる。

## 背景
1965年に「ハング・オン・スルーピー」をヒットさせたインディアナ州のロック・バンド、マッコイズのメンバーがバックを務め、ギタリストのリック・デリンジャーは4曲のソングライティングに加えて共同プロデューサーとしても貢献し、ドラマーのランディ・Zも「アム・アイ・ヒア?」を提供した。この共演は、当時ウィンターとマッコイズの両方のマネージャーだったスティーヴ・ポールが提案し、ウィンター自身は新バンドの方向性について「他のメンバーがソングライティングも歌唱もできる、全員が可能な限り、あらゆる意味で音楽的に貢献できるバンドが欲しかった」と説明している。なお、メンバーのうちランディ・ジョー・ホブスは、ジョニー・ウィンター・アンドが解散してからも1974年までウィンターの全スタジオ・アルバムに参加し、1976年発売の『狂乱のライヴ』、『トゥゲザー』といったウィンターのライヴ・アルバムにも演奏を残している。
「ノー・タイム・トゥ・リヴ」は、トラフィックがアルバム『トラフィック』（1968年）で発表した曲のカヴァー。デリンジャーが提供した「ロックンロール・フーチー・クー」は、本作のヴァージョンが初出に当たり、デリンジャーのソロ・アルバム『オール・アメリカン・ボーイ』（1973年）に収録されたセルフ・カヴァーは、シングル・カットされて全米23位を記録している。

## 反響・評価
母国アメリカでは、コロムビアから発売された前2作と比べて売り上げは低調で、Billboard 200では154位に終わった。一方、イギリス盤LP (S 64117)は全英アルバムチャートで29位に達し、ウィンター初の全英トップ40アルバムとなった。
Bruce Ederはオールミュージックにおいて5点満点中4.5点を付け「彼が初期2作のアルバムで焦点を当てていたブルース色の代わりに、歌唱の面でも選曲の面でも、ここではよりロック指向の方法論へ広がりを見せた」「このレコードにはどこにも弱い瞬間がない」と評している。また、ロバート・クリストガウはB+を付け「元ポップ・スターのリック・デリンジャーが北部を描写」「元ブルースマンのウィンターが南部を描写」と評している。
「ゲス・アイル・ゴー・アウェイ」は、ジェイク・E・リーのアルバム『リトレイスド〜塊顧〜』（2005年）でカヴァーされた。

## 収録曲
1. ゲス・アイル・ゴー・アウェイ - "Guess I'll Go Away" (Johnny Winter) - 3:28
2. エイント・ザット・ア・カインドネス - "Ain't That a Kindness" (Mark Klingman) - 3:29
3. ノー・タイム・トゥ・リヴ - "No Time to Live" (Steve Winwood, Jim Capaldi) - 4:36
4. ロックンロール・フーチー・クー - "Rock and Roll, Hoochie Koo" (Rick Derringer) - 3:31
5. アム・アイ・ヒア? - "Am I Here?" (Randy Z) - 3:24
6. ルック・アップ - "Look Up" (R. Derringer, Robyn Supraner) - 3:34
7. プロディガル・サン - "Prodigal Son" (J. Winter) - 4:18
8. オン・ザ・リム - "On the Limb" (R. Derringer) - 3:36
9. レット・ザ・ミュージック・プレイ - "Let the Music Play" (Allan Nicholls, Otis Stephens) - 3:15
10. ナッシング・レフト - "Nothing Left" (J. Winter) - 3:30
11. ファンキー・ミュージック - "Funky Music" (R. Derringer) - 4:55

### 2011年日本盤リマスターCDボーナス・トラック
1. ゲス・アイル・ゴー・アウェイ（ライヴ） - "Guess I'll Go Away (Live)" (J. Winter) - 4:40
2. ロックンロール・フーチー・クー（ライヴ） - "Rock and Roll, Hoochie Koo (Live)" (R. Derringer) - 4:56

## 参加ミュージシャン
- ジョニー・ウィンター - ボーカル、ギター
- リック・デリンジャー - ボーカル、ギター
- ランディ・ジョー・ホブス - ボーカル、ベース
- ランディ・Z - ドラムス